# بوريس لوري
بوريس لوري (بالإنجليزية: Boris Lurie)‏ هو رسام وفنان أمريكي، ولد في 18 يوليو 1924 في سانت بطرسبرغ في روسيا، وتوفي في 7 يناير 2008 في نيويورك في الولايات المتحدة بسبب قصور كلوي.

## وصلات خارجية
- بوريس لوري على موقع IMDb (الإنجليزية)
- بوريس لوري على موقع ميوزك برينز (الإنجليزية)
- بوريس لوري على موقع ديسكوغز (الإنجليزية)